# Mes très chers enfants
Pour plus de détails, voir Fiche technique et Distribution.
Mes très chers enfants est un film français réalisé par Alexandra Leclère, sorti en 2021,.

## Synopsis
Chantal et Christian Blanc ont deux enfants : Sandrine et Stéphane. Cependant, depuis leur départ à Paris, ces deux derniers n'ont jamais de temps à consacrer à leurs parents, allant même jusqu'à éviter leurs coups de téléphone.
À l'approche des fêtes de Noël, les enfants planifient d'autres projets en place du traditionnel repas de famille. C'est un coup de massue pour les parents Blanc, grandement attachés aux valeurs familiales. Ils ont alors une grande idée pour que leurs enfants se rapprochent à nouveau enfin d'eux : Ils vont leur prétendre qu'ils ont gagné plusieurs millions d'euros au Lotto.
En apprenant cette nouvelles, les enfants, dont la carrière professionnelle reste au point mort, sont directement appâtés et vont dîner le soir même chez leurs parents, en se voyant déjà à la tête d'une partie des gains. De leur côté, Chantal et Christian ne se gênent pas pour afficher leur "nouveau train de vie" : Relooking, montre Rolex (achetée à un revendeur de rue), vêtements stylés (contrefaits), Lamborghini (louée à grand frais) et séances d'essayage dans des boutiques de luxe (sans acheter quoi que ce soit, Chantal prétextant avoir oublié son portefeuille à la maison). Sandrine se rapproche de sa mère en "l'invitant" à un déjeuner luxueux à La Tour d'Argent mais déchante vite en se voyant contrainte de payer l'addition.
Peu après, Chantal et Christian organisent un déjeuner au restaurant pour offrir les petites étrennes de Noël habituelles à leurs enfants et leur avouer ensuite la "blagounette". Mais ceux-ci voient rouge en découvrant la somme dérisoire offerte et coupent bruyamment les ponts avec leurs "gros bourgeois bien gras et radins de parents".
Les parents tentent alors de réparer les dégâts sans toutefois avouer leur mensonge, Chantal en offrant un sac Chanel à sa fille et Christian en déguisant la location d'une Ferrari neuve en cadeau pour son fils. Si cela fonctionne dans un premier temps, ils se voient vite confrontés à de nouveaux ennuis : Sandrine quitte son petit ami Régis dont elle était l'assistante du cabinet dentaire, prend une suite de luxe à l'hôtel Prince de Galles et compte sur sa mère pour financer son projet de salon de thé à 1.000.000 d'euros. Quant à Stéphane, il se voit "gentiment" poussé par son patron véreux, Édouard de Castignac, d'investir sa part de l'héritage familial dans la société en échange d'une grosse promotion.
C'en est trop pour les parents Blanc qui mettent en scène un voyage au ski pour une durée indéterminée afin d'échapper à la catastrophe. Mais la supercherie est finalement découverte et les enfants rompent encore une fois tout lien avec leurs parents. Sandrine doit payer une partie de sa note d'hôtel en donnant son sac à la réceptionniste et Stéphane se voit rapidement renvoyé de son travail, tout en gardant le respect et l'admiration de sa secrétaire Valérie. Celle-ci, tout comme Régis avec Sandrine, lui fait voir l'importance de la famille et la chance d'avoir des parents aimants encore vivants. Finalement la famille se réconcilie le soir de Noël, les enfants offrant un karaoké émouvant à leurs parents sur l'air de "Mon vieux".
Un an plus tard, Sandrine et Stéphane ont ouvert leur propre affaire, tout en restant proches de leurs parents. Mais un jour, Christian gagne 1.000.000 d'euros grâce à un ticket à gratter. Les parents doivent-ils mettre leurs enfants au courant ou bien empocher le magot pour eux tout seuls… ?

## Fiche technique
- Titre original : Mes très chers enfants
- Réalisation : Alexandra Leclère
- Musique : Philippe Rombi
- Photographie : Jean-Marc Fabre
- Montage : Florent Vassault
- Décors : Carlos Conti
- Costumes : Fabienne Katany
- Son : Cédric Deloche
- Production : Olivier P. Khan
- Sociétés de production : UGC, France 2 Cinéma
- Société de distribution : UGC Distribution
- Pays de production :  France
- Langue originale : français
- Format : couleur — 1,85:1
- Genre : comédie
- Durée : 95 minutes
- Date de sortie :
  - France, Belgique, Suisse romande : 15 décembre 2021

## Distribution
- Josiane Balasko : Chantal Blanc
- Didier Bourdon : Christian Blanc, mari de Chantal
- Marilou Berry : Sandrine Blanc, fille de Chantal et de Christian, secrétaire médicale
- Ben : Stéphane Blanc, fils de Chantal et de Christian, frère de Sandrine
- Laurent Stocker : Édouard de Castignac, patron de Stéphane
- Estéban : Régis, compagnon de Sandrine, dentiste
- Joséphine de Meaux : Valérie, secrétaire d'Édouard
- Lise Lamétrie : Mme Clutaine, directrice de l'agence bancaire